# Трилобозої
Тридольні, або трилобозої (лат. Trilobozoa) — таксон радіально-симетричних тварин з трипроменевою симетрією, що жили в едіакарський і, можливо, в ранньому кембрійському періодах. Був виділений в 1985 р. М. О. Федонкіним як тип царства тварин. У 2002 р. А. Ю. Іванцов та М. О. Федонкін розмістили трилобозоїв серед кнідаріїв, опускаючи ранг групи до підтипа. Існує також погляд, згідно з яким тридольні поміщаються як повноправний тип у розділ кишковопорожнинних нарівні з кнідаріями та реброплавами.
Трилобозої вкрай нечисленна група, до якої входять від 5 до 15 відомих на нинішній день вимерлих видів, з яких найвідоміші трибрахідій геральдичний, альбумарес Брунса, анфеста Станковського, а також скіннера Брукса і нещодавно описана трифориллонія Костелло. Їх головною відмінною рисою є трипроменева симетрія тіла, не характерна для жодної сучасної тварини. Нічого конкретного і навіть більш-менш достовірного про будову і життя цих тварин сказати не можна: якщо вони належали до радіат або навіть входили до складу кнідарій, то це були двошарові тварини з прозорим, драглистим тілом, позбавленим скелета. Але не виключено і те, що тридольні були влаштовані інакше — наприклад, так само як голкошкірі, з якими вони могли мати родинні зв'язки, або навіть зовсім по-особливому, значно відрізняючись від усіх пізніших груп організмів, що жили на нашій планеті.

## Склад
- родина Albumaresidae (Альбумаресіди)
  - рід Albumares (Альбумарес)
  - рід Anfesta (Анфеста)
  - рід Skinnera (Скіннера)
- родина Tribrachididae (Трибрахідіди)
  - рід Tribrachidium (Трибрахідій)
  - рід Triforillonia (Трифориллонія)
- родина Anabaritidae (Анабарітиди)
  - рід Anabarites (Анабарітес)